# Indul a mandula!!!
Az Indul a mandula!!! a Republic első nagylemeze.

## Kiadásai
- 1991 LP, MC
- 1995 CD

## Dalok
Valamennyi dal Cipő szerzeménye, kivéve a 9., amelynek zeneszerzője Tóth Zoltán, szövegírója Bódi László.
1. Neked könnyű lehet
2. Pionyírok, előre bátran
3. Lángolj és égj el
4. Vedd el
5. Igazi szerelem
6. Ahogy a halak
7. Válaszd a legrosszabbat
8. Szerelmes vagyok
9. Gurul a kő
10. Repül a bálna
11. Meleg és boldog
12. A madárjós vakáción

## Közreműködött
- Tóth Zoltán – Höfner gitár, Hammond orgona, vokál
- „Rece Apó” Bali Imre – Gibson Les Paul de Lux gitár, vokál
- Nagy László Attila – Yahama dobok, Kiss Jenő-féle dobverők, ütőhangszerek
- Boros Csaba – Ibanez MC 940 fretless basszusgitár, vokál
- Cipő „Cipő” – ének
- Birkás Attila, Kalapos Béla, Koszta János, Környei Attila – vokál

## Videóklipek
- Repül a bálna
- Szerelmes vagyok
- A madárjós vakáción

## Toplistás szereplése
Az 1991-es év 8. hetében került fel az album a Mahasz Top40-es eladási listára, 14. helyen nyitott. A 26. és 27. héten listavezető volt. Összesen 40 héten át szerepelt a listán.